# Echter Rosentaupilz
Der Echte Rosentaupilz (Podosphaera pannosa) ist ein Schlauchpilz aus der Familie der Echten Mehltaupilze (Erysiphaceae). Er ist ein Pflanzenpathogen und befällt vor allem Rosen (Rosa) und Arten der Gattung Prunus.

## Beschreibung
Das Myzel entwickelt sich schnell kräftig. Es ist zunächst weiß und geht dann nach gelblich bis grau-braun über. Die Konidien sind in Ketten angeordnet. Sie sind 23 bis 29 Mikrometer lang und zwischen 14 und 19 Mikrometer breit. Die Wand der Konidien ist dünn und besteht aus zwei Schichten. Fruchtkörper werden sehr selten gebildet, wenn durchmessen sie zwischen 80 und 100 Mikrometer und enthalten nur wenige Anhängsel.

## Verbreitung
Der Echte Rosentaupilz wächst auf Zweigen, Blattstielen und Kelchblättern von Rosen oder auf den Triebspitzen von Arten der Gattung Prunus, besonders gerne auf Pfirsich (Prunus persica).
Die Art ist kosmopolitisch (weltweit) verbreitet.